# Semenaste, Novoukraiinka
Semenaste (în ucraineană Семенасте) este localitatea de reședință a comunei Semenaste din raionul Novoukraiinka, regiunea Kirovohrad, Ucraina.

## Demografie
Componența lingvistică a localității Semenaste
     Ucraineană (97,65%)
     Română (1,27%)
     Alte limbi (1,08%)
Conform recensământului din 2001, majoritatea populației localității Semenaste era vorbitoare de ucraineană (97,65%), existând în minoritate și vorbitori de română (1,27%).